# Светлый пепел луны (телесериал)
«Светлый пепел луны» (кит. 长月烬明, пиньинь Chángyuè Jìn Míng) — китайский телевизионный сериал, основанный на серии книг Тэнло Вэйчжи (藤萝为枝). Главные роли исполнили Бай Лу и Ло Юньси.
Премьера сериала, состоящего из 40 эпизодов, состоялась 6 апреля 2023 года.

## Сюжет
Чтобы спасти мир от повелителя демонов Тантая, Ли Сусу, дочь лидера секты Хэнъян, отправляется на 500 лет назад и оказывается в теле Е Сиу. Ей поручено помешать на то время смертному Тантаю стать демоном и обрести бессмертие. Не зная об этом, Е Сиу выходит замуж за принца из королевства Цзинь, который в настоящее время является заложником. У них возникают романтические чувства друг к другу, и Ли Сусу жертвует собой, чтобы изменить судьбу принца и всего мира.
После потери Ли Сусу убитый горем Тантай ищет свою потерянную душу в течение 500 лет. Он становится учеником секты Сяояо и снова встречает возрождённую Ли Сусу. Как только эти двое возрождают свою любовь, раскрытие природы рождения Тантая тем не менее снова ставит три мира под угрозу. Столкнувшись с жестокой судьбой, Тантай Цзинь приводит в действие план, который может остановить конец света.
Финал телесериала был изменён: вместо счастливого конца, как в книге, зрители видят трагический финал.

## Съёмки
Съемки начались 16 октября 2021 года и закончились 26 марта 2022 года, также несколько месяцев заняли постпроизводство, работа над спецэффектами, а также цензурное утверждение.